# Bahadur Khan
Bahadur Hossain Khan (bengalisch বাহাদুর হোসেন খান Bāhādur Hosen Khān; * 19. Januar 1931 in Shibpur/Brahmanbaria, Britisch-Indien, heute Bangladesch; † 3. Oktober 1989 in Kalkutta) war ein indischer Sarodspieler, Komponist und Musikpädagoge.

## Leben
Khan entstammte einer Musikerfamilie. Sein Vater war der klassische indische Musiker Hayat Ali Khan, sein Onkel der Sarodspieler Allauddin Khan, der Sarodspieler Ali Akbar Khan war sein Cousin und die Surbaharspielerin Annapurna Devi, die mit Ravi Shankar verheiratet war, war seine Cousine. Er wurde seit frühester Kindheit zunächst von seinem Vater, dann von seinem Onkel unterrichtet und wurde ein bedeutender Vertreter der Senia Maihar Gharana.
Großer Ansehen genoss Khan in Indien, und er unternahm zahlreiche Konzertreisen durch Asien, Europa und Nordamerika. Als musikalischer Leiter der Little Ballet Troupe of Bombay unternahm er eine vierjährige Tour durch die Sowjetunion, China, mehrere europäische Staaten und Großbritannien. Regelmäßige Auftritte hatte er bei All India Radio und Radio Pakistan.
An fast allen Filmen Ritwik Ghataks war Khan als Komponist und musikalischer Leiter beteiligt und war auch musikalischer Leiter bei Dokumentarfilmen über den Schriftsteller Rabindranath Tagore und den Maler Jamini Roy. Er komponierte auch Ragas wie Milanmadhuri, Dayabati, Debapriya und Bahaduri Kanara.
Als Lehrer wirkte Khan in Kalkutta und am Ali Akbar College of Music  in Kalifornien. Zu seinen Schülern zählen die Sarodspieler Bidyut Khan, Shahdat Hossain Khan, Tejendranarayan Majumdar und Kalyan Mukherjee und der Sitarspieler Manoj Shankar. In Kalkutta wird jährlich ein Konzert zu seinem Gedenken veranstaltet.